# Convenció sobre notificació ràpida d’accidents nuclears
La Convenció sobre notificació ràpida d'accidents nuclears és un tractat de l'Agència Internacional de l'Energia Atòmica de 1986, on els Estats signants accepten notificar qualsevol accident nuclear que tingui lloc dins de la seva jurisdicció i que pugui afectar tercers Estats. Aquesta convenció, juntament amb la Convenció d'Assistència en cas d'accident nuclear o emergència radiològica, van ser adoptades en resposta a l'accident nuclear de Txernòbil d'abril de 1986.
En acceptar el Conveni, un estat reconeix que quan es produeixi algun accident nuclear o de radiació dins del seu territori que té el potencial d'afectar un altre estat, ho notificarà ràpidament a l'AIEA i als altres estats que es puguin veure afectats. La informació que s'ha de proporcionar inclou el temps, la ubicació i la sospita d'alliberament de radioactivitat.
El Conveni va ser establert i signat en una sessió especial de la conferència general de l'AIEA el 26 de setembre de 1986, dedicada a les causes del desastre de Txernòbil, que s'havia produït cinc mesos abans. Significativament, la Unió Soviètica i l'RSS d'Ucraïna (responsables del desastre de Txernòbil) van signar el tractat a la conferència i el van ratificar ràpidament. Va ser signat per 69 estats i el Conveni va entrar en vigor el 27 d'octubre de 1986, després de la tercera ratificació.
Fins al juliol de 2020, 126 estats havien ratificat el Conveni. La Comunitat Europea de l'Energia Atòmica, l'Organització per a l'Alimentaciói l'Agricultura, l'Organització Mundial de la Salut i l'Organització Meteorològica Mundial també han entrat en el Conveni.